# John C. Carney
John Charles Carney Jr. (Wilmington, Delaware, 20 de mayo de 1956) es un político estadounidense que es el 57º y actual alcalde de Wilmington desde enero de 2025. Previamente, fue el 74º gobernador de Delaware de enero de 2017 a enero de 2025. Es miembro del Partido Demócrata y se desempeñó como Representante de los Estados Unidos para el Congreso en general de Delaware. Distrito de 2011 a 2017 antes de su cargo de gobernador. Carney también fue el 24 ° Vicegobernador de Delaware de 2001 a 2009 y se desempeñó como Secretario de Finanzas de Delaware. Primero buscó sin éxito la nominación demócrata para Gobernador de Delaware en 2008, perdiendo ante Jack Markell. Se postuló nuevamente para Gobernador de Delaware en 2016 y ganó para suceder a Markell, que tenía un mandato limitado.

## Infancia y primeros años
Carney nació en Wilmington, Delaware y se crio en Claymont , el segundo de nueve hijos de Ann Marie (de soltera Buckley) y John Charles "Jack" Carney (1925-2014). Ambos padres eran educadores.  Sus bisabuelos emigraron de Irlanda.Carney fue mariscal de campo del equipo de fútbol St. Mark's High School del campeonato estatal de 1973, y ganó los honores de All-Ivy League y Most Valuable Player en fútbol en Dartmouth College , donde se graduó en 1978. Mientras estudiaba en Dartmouth, se unió a la fraternidad local Beta Alpha Omega. Más tarde fue entrenador de fútbol americano de primer año en la Universidad de Delaware, mientras obtenía su maestría en administración pública .

## Vicegobernador de Delaware
Fue elegido vicegobernador de Delaware por primera vez en 2000 y sirvió desde el 16 de enero de 2001 hasta el 20 de enero de 2009.
Como vicegobernador, Carney presidió el Senado del estado de Delaware y presidió la Junta de Indultos. Fue presidente de la Comisión de Atención Médica de Delaware, el Consejo Interagencial de Alfabetización de Adultos, el Consejo de Justicia Criminal, el Centro de Tecnología Educativa y el Consejo Asesor de Livable Delaware. En 2002 lanzó la iniciativa educativa "Modelos de excelencia en educación" para identificar prácticas en las escuelas que han elevado el rendimiento de los estudiantes. Carney también fue seleccionado por otros tenientes gobernadores como presidente de la Asociación Nacional de Tenientes Gobernadores de julio de 2004 a julio de 2005.
Carney ha sido durante mucho tiempo un defensor de los problemas de bienestar en Delaware, patrocinando "BeHealthy Delaware" y "The Lt. Governor's Challenge" para alentar a los habitantes de Delaware a ser más activos y abordar la alta tasa de enfermedades crónicas del estado. Luchó por la prohibición pública de fumar de Delaware para mejorar la salud, reducir las tasas de cáncer y disuadir a los adolescentes de comenzar a fumar.
Después de completar su mandato como vicegobernador en 2009, Carney se desempeñó como presidente y director de operaciones de Transformative Technologies, que está invirtiendo en el proyecto DelaWind, para llevar la construcción de turbinas eólicas marinas a Delaware. Planeaba dimitir a principios de 2010 para concentrarse en su campaña en la Cámara de Representantes de Estados Unidos.